# Tabatiere

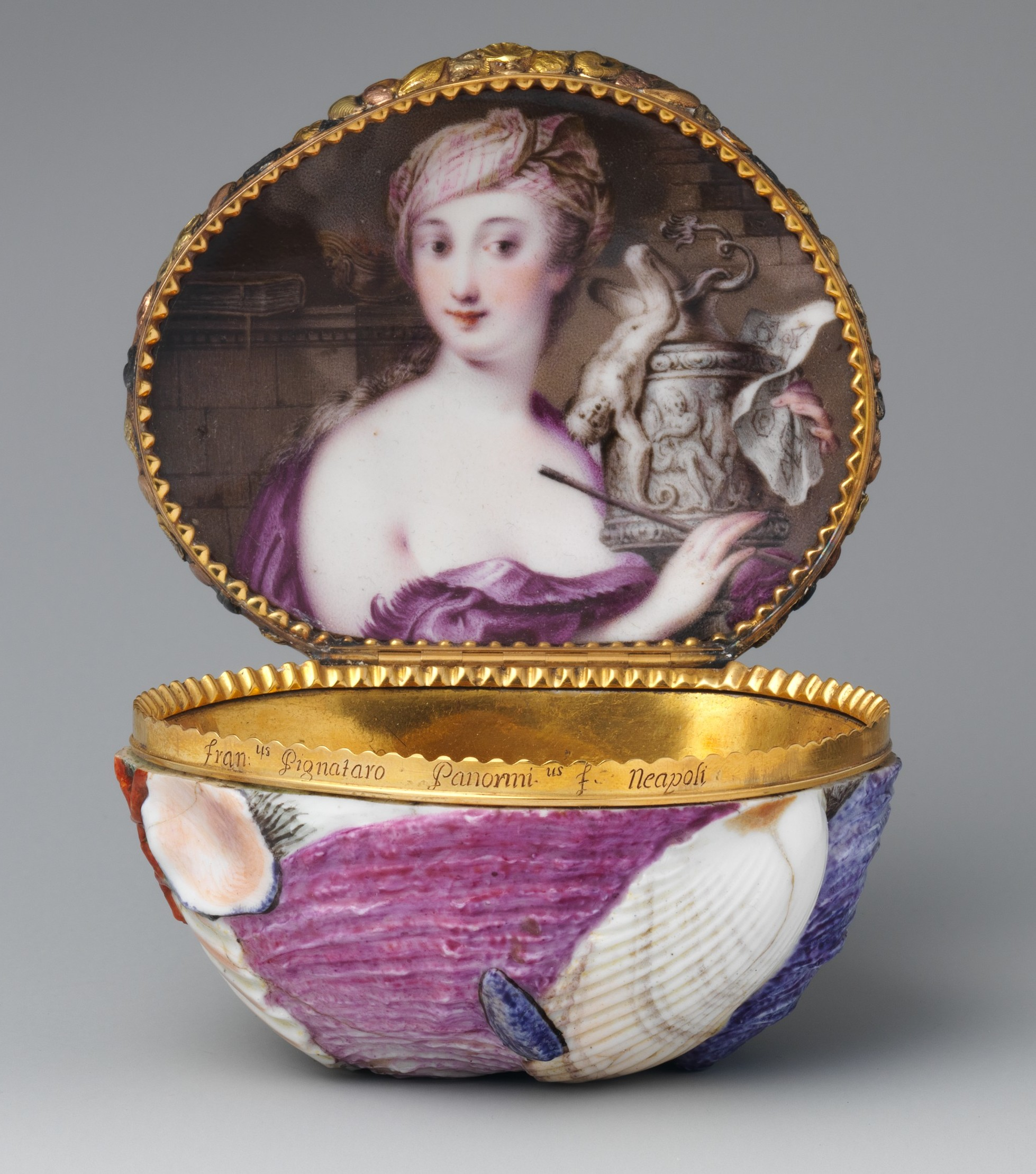
Tabatiere aus Porzellan mit Muscheln und Gold, Neapel 1745–1750

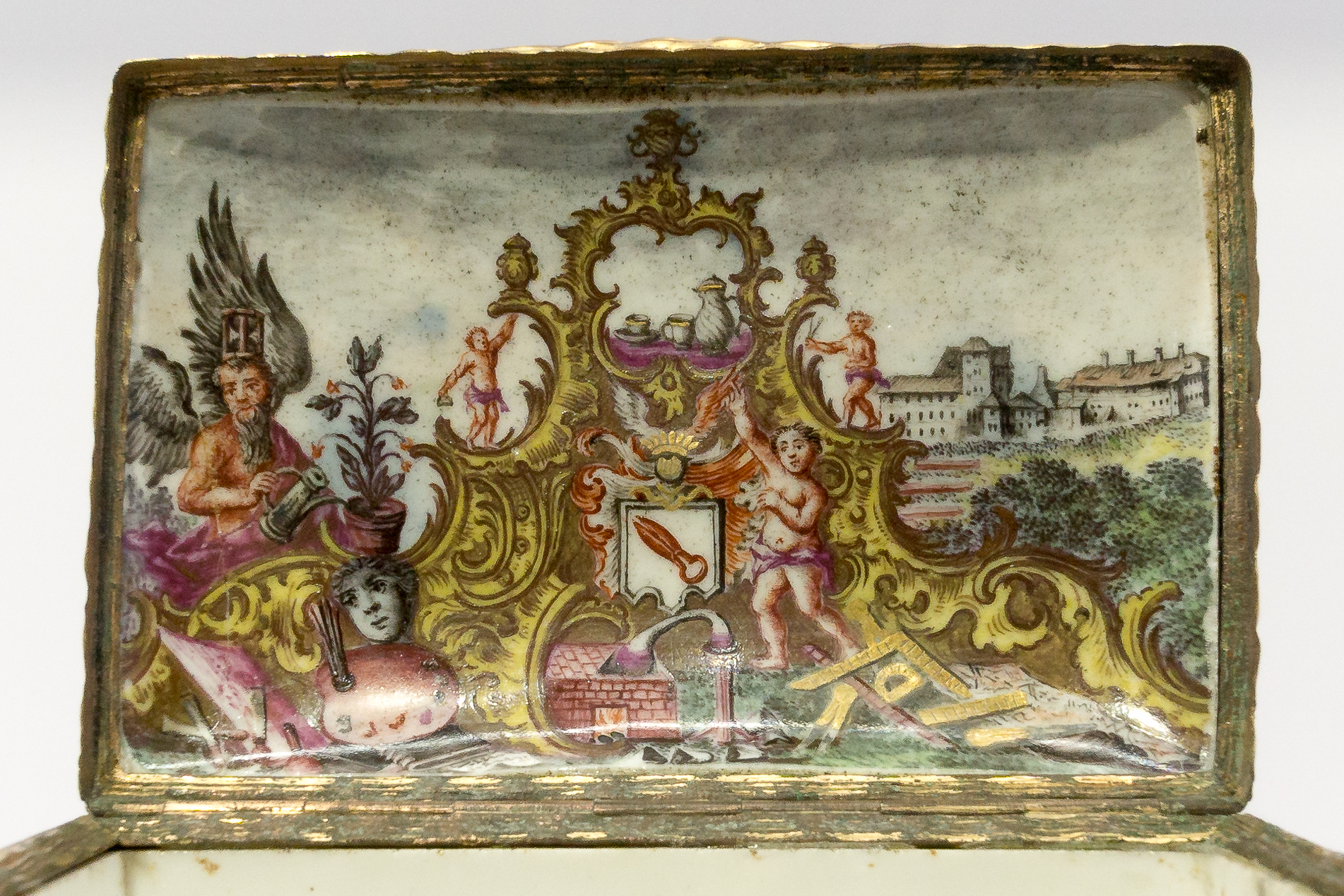
Porzellan-Tabatière (um 1760): Sie zeigt eine Allegorie der Porzellanherstellung sowie das Wappen Johann Georg von Langens, 1747 Gründer der Porzellanmanufaktur Fürstenberg, deren Gebäude rechts am Rand sichtbar sind.

Eine Tabatiere (französisch tabatière, älter tabaquière) ist eine Dose zur Aufbewahrung von Schnupftabak. Ihre Blütezeit hatte sie im 18. Jahrhundert.
Der in Deutschland veraltete Begriff wird in Österreich auch allgemein für „Tabaksdose“ oder „Zigarettenetui“ verwendet.

## Die Tabatiere im 18. Jahrhundert
Während zu Beginn des Tabakkonsums der Tabak nach Vorbild der Indianer noch in Taschen aufbewahrt wurde, kam es mit der Blüte des Tabakschnupfens im 18. Jahrhundert zur Produktion der Tabatieren. Zentrum der Tabatierenproduktion lag hierbei in Frankreich. Hergestellt wurden die Dosen beispielsweise aus Gold, Silber, Elfenbein, Porzellan, Email, Glas, Stein, Perlmutt, Muscheln, Horn, Holz, Stahl, Kupfer, Messing, Kristall oder Knochen. Hierbei verwendete der hohe Adel hauptsächlich goldene, mit Edelsteinen besetzte oder in Gold gefasste Porzellan- und Emaildosen, während sich der niedere Adel und das Bürgertum mit einfacheren Dosen aus weniger kostbaren Materialien begnügte.
Durch das kultivierte Schnupfen als eleganteste Form des Tabakgenusses wurde die Tabakdose zum festen Bestandteil des modischen Erscheinungsbildes eines Mannes der damaligen Zeit. Um der gesellschaftlichen Etikette zu entsprechen, wurde der Besitz mindestens einer der kostbaren Dosen erwartet. Der Besitz einer Tabatiere war allerdings noch keine Garantie für die Eleganz des Eigentümers, erst ihr eleganter Gebrauch und das Einhalten aller Rituale zu ihrer Benutzung zeugten von der Eleganz des Besitzers. Wichtig war hierbei zunächst, dass die Tabakdose sorgfältig auf Kleidung und Jahreszeit abgestimmt war. Bei der Benutzung der Dose waren zudem folgende Schritte einzuhalten: Als erstes wurde die Dose mit der linken Hand gefasst und genommen. Dann wurde einmal darauf geklopft, die Dose geöffnet und der Gesellschaft angeboten. Anschließend zog man die Dose wieder an sich und sammelte den Tabak in der Dose, indem an deren Seite geklopft wurde. Der Tabak wurde dann mit der rechten Hand genommen, einige Zeit in den Fingern gehalten, schließlich zur Nase geführt und richtig und ohne Grimasse geschnupft. Zuletzt wurde geniest, gehustet, ausgespuckt und die Dose geschlossen.
Durch die Blüte der Tabakdose erlangte sie zudem eine herausragende Funktion im Kunsthandwerk (Dosenmalerei). Sie wurde zudem zu einer Versinnbildlichung der galanten Welt, mit der sich Luxus und Geschmack demonstrieren ließen. Sie erlangten außerdem Bedeutung als diplomatisches und exklusives Geschenk. Zudem wurden die Dosen schon zur Zeit ihrer Verwendung zu einem beliebten Sammel- und Prestigeobjekt. Sammler besaßen hierbei oft mehrere hundert Dosen. Die bekannteste Tabatierensammlung ist wohl die des preußischen Königs Friedrich II. Über die Anzahl der Dosen in seiner Sammlung existieren verschiedene Angaben, meist liegen die Zahlen hierbei zwischen 300 und 400, es existieren aber auch Angaben von bis zu 1.500 Tabatieren. Seine Sammlung besaß eine beachtliche Anzahl von Materialien: Jaspis, Achat, Onyx, Bergkristall, schlesischer Chrysopras, blanke oder farbig emaillierte Goldkörper, verziert mit Perlmutt, Schmuck- und Edelsteinen, exotischen Muscheln und vielem mehr. Die berühmteste Tabatiere seiner Sammlung, wenn nicht sogar die bekannteste Tabatiere überhaupt, ist wohl die, die der preußische König in der Schlacht bei Kunersdorf am 12. August 1759 im Siebenjährigen Krieg bei sich trug. In dieser Schlacht wurde Friedrich II. von einer Kugel getroffen, das Projektil verfing sich jedoch in der Dose, die ihm so das Leben rettete.